# Daimiel
Daimiel és un municipi de la província de Ciudad Real a la comunitat autònoma de Castella-la Manxa.

## Geografia
Està situat a la comarca del Camp de Calatrava, a 30 km de Ciudad Real. Té una superfície de 438 km² i una població de 17.645 habitants (cens de 2024). El codi postal és 13250. Limita al nord amb Manzanares, al nord-est amb Las Labores, a l'est amb Torralba de Calatrava, al sud amb Bolaños de Calatrava, al sud-oest amb Almagro, i a l'oest amb Villarrubia de los Ojos, Arenas de San Juan, Malagón, Fuente el Fresno i Puerto Lápice.

## Personatges il·lustres
- Pedro Estala; hel·lenista i crític literari afrancesat amic de Leandro Fernández de Moratín.[1]
- Miguel Fisac: arquitecte.[2]
- Juan Alonso y de los Ruizes Fontecha, metge i lexicògraf.[3]

## Festes i fires
Les festes majors del poble se celebren en honor de la verge de les Creus, es realitzen entre les dates del 31 d'agost fins al 5 de setembre. El seu principal atractiu és "Daimiel en concierto" on es fan concerts a l'auditori municipal també anomenat Rockodromo de la Mancha.
A les festes del 2005 es va produir un brot de shigel·losi arrel del consum d'unes patates amb salsa.